# ميرلاكيا جونز
ميرلاكيا جونز (بالإنجليزية: Merlakia Jones)‏ مواليد 21 يونيو 1973 في مونتغومري، هي لاعبة كرة سلة أمريكية معتزلة. بدأت مسيرتها الاحترافية في سنة 1997. تم اختيارها من قبل فريق كليفلاند روكرز خلال الدرافت. وحملت الرقم 25. يبلغ طولها 5 قدم 11 بوصة (1.8 م). لعبت كرة السلة الجامعية في جامعة فلوريدا. اعتزلت اللعب في 2004. شاركت 3 مرات في مباراة كل النجوم. لعبت مع كليفلاند روكرز وديترويت شوك.

## روابط خارجية
- ميرلاكيا جونز على موقع الاتحاد الوطني لكرة السلة النسائية (الإنجليزية)
- ميرلاكيا جونز على موقع كلية كرة السلة في سبورتس رفرنس.كوم (الإنجليزية)
- ميرلاكيا جونز على موقع بروبوليرز (الإنجليزية)
- ميرلاكيا جونز على موقع سبورتس رفرنس (الإنجليزية)